# Kreuzspitze (Ammergau)
Pour les articles homonymes, voir Kreuzspitze.
Le Kreuzspitze (littéralement « pointe de la Croix ») est un sommet des Alpes, à 2 185 m d'altitude, dans les Alpes d'Ammergau, en Allemagne (Bavière).